# Осташ, Эммануэль
Эммануэль Осташ (фр. Emmanuel Hostache, 18 июля 1975, Ла-Мюр, Франция — 30 мая 2007, Зиген, Германия) — французский легкоатлет и бобслеист, разгоняющий, выступавший за сборную Франции с 1991 года по 2002-й. Принимал участие в двух зимних Олимпийских играх, бронзовый призёр Нагано, чемпион мира и Европы.

## Биография
Эммануэль Осташ родился 18 июля 1975 года в коммуне Ла-Мюр. Учился в начальной школе коммуны Корп, потом в школах коммун Манс и Ла-Мюр, и завершил среднее образование в лицее Ла Саль города Гренобля. С детства полюбил спорт, занимался лёгкой атлетикой, конкретно толканием ядра и метанием диска. Владел национальным рекордом в толкании ядра среди юниоров, выступал за молодёжную сборную Франции на чемпионатах мира и Европы. Пробегал 30 метров за 3 секунды, а 100 метров за 11 секунд. Силовые показатели: приседания — 300 кг, толчок — 180 кг, жим лёжа — 200 кг.
Тренировался в Национальном институте спорта и физического воспитания (INSER) и группе Марсьяля Озея при университете Жозефа Фурье в Гренобле, представлял гренобльские клубы ASPTT и Entente Athlétique.
Вскоре увлёкся бобслеем, начал соревноваться на профессиональном уровне и, показав неплохие результаты, был взят разгоняющим в национальную команду.
Благодаря череде удачных выступлений отправился защищать честь Франции на Олимпийские игры в Нагано, где он, находясь в команде пилота Брюно Минжона, завоевал бронзовую медаль в программе четвёрок. Награду пришлось разделить со сборной Великобритании, которая после всех заездов показала точно такое же время. В зачёте двоек они с Минжоном проехали менее удачно, очутившись лишь на девятой позиции.
В 2002 году на Олимпиаде в Солт-Лейк-Сити Осташ вновь разгонял двухместный боб Минжона, однако им не удалось подняться выше тринадцатого места. Сразу по окончании соревнований он принял решение завершить карьеру профессионального спортсмена. Помимо всего прочего, в послужном списке Осташа золотая и бронзовая медали чемпионата мира, прошедшего в 1999 году в Кортина-д’Ампеццо. В 2000 году он победил на чемпионате Европы, 11 раз становился чемпионом Франции и приезжал первым на различных этапах Кубка мира.
Умер 30 мая 2007 года в больнице Зигена из-за прогрессирующей саркомы Юинга, разновидности рака костей, с которой боролся на протяжении восьми лет. Был похоронен в немецком городе Бурбах.

## Результаты в лёгкой атлетике
| Год  | Соревнования                                      | Место проведения                | Дисциплина | Место  | Результат |
| ---- | ------------------------------------------------- | ------------------------------- | ---------- | ------ | --------- |
| 1993 | Чемпионат Европы по лёгкой атлетике среди юниоров | Сан-Себастьян, Испания          | ядро       | 10     | 16.10 м   |
| 1994 | Чемпионат мира по лёгкой атлетике среди юниоров   | Лиссабон, Португалия            | ядро       | 13 (q) | 15.71 м   |
| 1996 | Чемпионат Франции среди клубов                    | Гренобль, Франция               | ядро       | 1      | 16.45 м   |
| 1996 | Матч Италия — Франция — Испания (до 23 лет)       | Сантьяго-де-Компостела, Испания | ядро       | 5      | 16.22 м   |

## Личные рекорды
- метание диска — 53,10 м (1 мая 1999, Гренобль)
- толкание ядра — 18,02 м (30 июля 1999, Ньор)